# Stuart Beattie

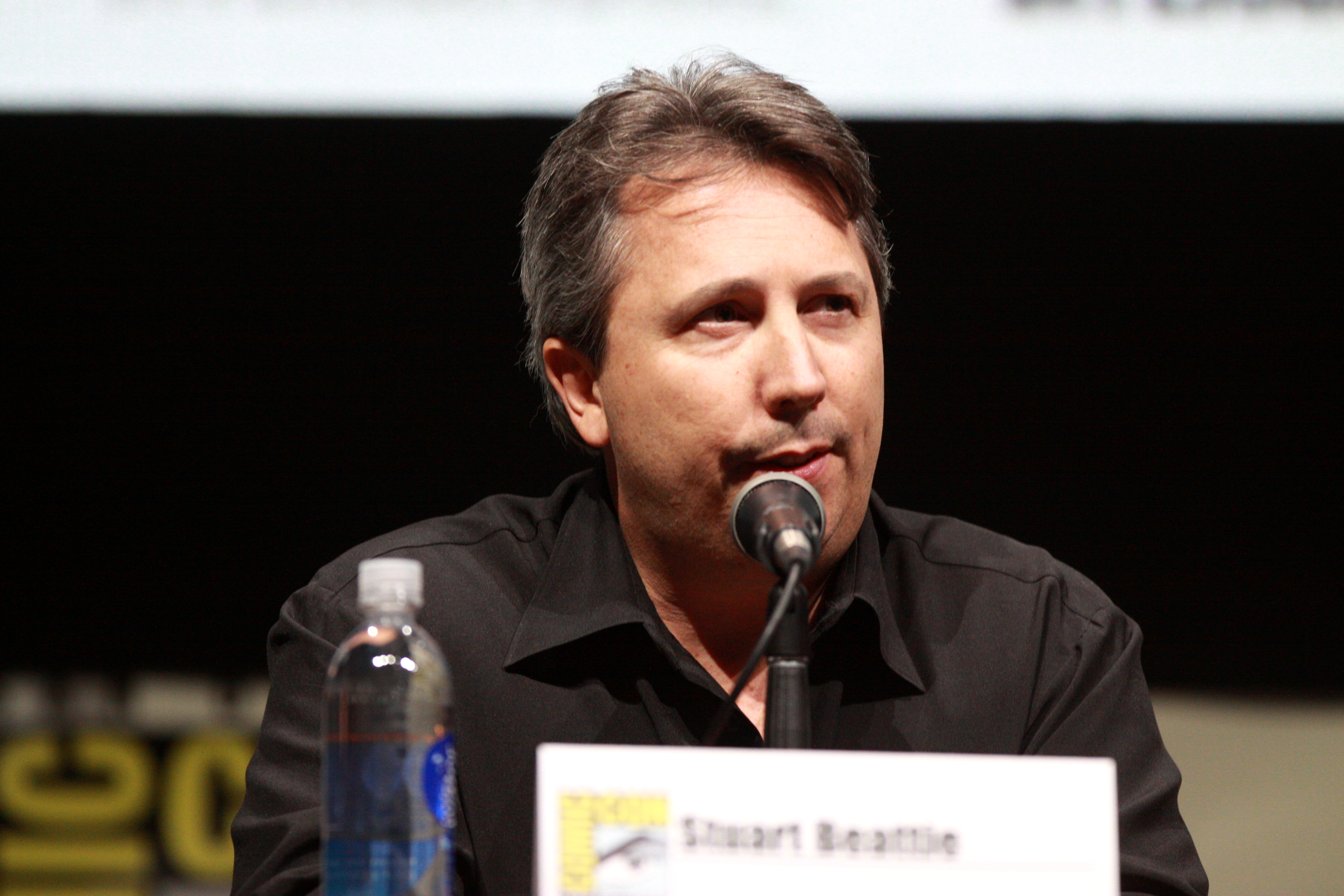
Stuart Beattie bei der Comic-Con 2013

Stuart Beattie (* 1972) ist ein australischer Drehbuchautor und Filmregisseur.

## Leben
Stuart Beattie wurde 1972 geboren. Seine Eltern sind David und Sandra Beattie. Er besuchte die Knox Grammar School in Sydney, Australien, wo auch seine Mutter als Lehrerin arbeitete, und später die Charles Sturt University in Bathurst.
Seit 1997 tritt Beattie als Drehbuchautor in Erscheinung. Bekannt wurde er durch seine Mitwirkung am Drehbuch zum Film Fluch der Karibik (2003). Bei den Fortsetzungen Pirates of the Caribbean – Fluch der Karibik 2 (2006), Pirates of the Caribbean – Am Ende der Welt (2007) und Pirates of the Caribbean – Fremde Gezeiten (2011) war er an der Figurenerstellung beteiligt. Für sein Originaldrehbuch zum Thriller Collateral wurde er 2005 unter anderem für den BAFTA-Award und den Saturn Award nominiert. Fünf Jahre später konnte er für Tomorrow, When the War Began den AFI-Award für das beste adaptierte Drehbuch gewinnen. Der Film war zugleich sein Regiedebüt. Er gehört zu den Drehbuchautoren der 2022 angelaufenen Serie Obi-Wan Kenobi.

## Filmografie (Auswahl)
- 1997: Hier kommt Joey (Joey)
- 1998: Virus Attack (The Protector)
- 1999: Kick
- 2003: Fluch der Karibik (Pirates of the Caribbean: The Curse of the Black Pearl)
- 2004: Collateral
- 2005: Entgleist (Derailed)
- 2007: 30 Days of Night
- 2008: Australia
- 2009: G.I. Joe – Geheimauftrag Cobra (G.I. Joe: The Rise of Cobra)
- 2010: Tomorrow, When the War Began (auch Regie)
- 2014: I, Frankenstein (auch Regie)
- 2016: Legend of Tarzan (The Legend of Tarzan)
- 2019: Danger Close – Die Schlacht von Long Tan (Danger Close: The Battle of Long Tan)
- 2022: Obi-Wan Kenobi (Miniserie)
- 2022: Interceptor